# Rohey Malick Lowe
Rohey Malick Lowe (Banjul, 19 de diciembre de 1972) es una política y mujer de negocios gambiana elegida el 12 de mayo de 2018 alcaldesa de Banjul, la capital de Gambia, convirtiéndose en la primera mujer al frente de una alcaldía en la historia del país.

## Biografía
Hija de un antiguo alcalde de Banjul, Alhagie Malick Lowe (1981-1983) Malick Lowe nació y creció en la capital. Estudió en el St Joseph's High school y posteriormente trabajó en varios hoteles. en el Campus Nykoping College de Suecia (1983-88). Trabajó en 1988-1990 como recepcionista de hotel.  
Tras una estancia en el extranjero entre 1993 y 1996 regresó a su país y empezó a dedicarse a los negocios. Creó la empresa Wa Kerr Rohey, especializada en el suministro de materiales de limpieza a la industria hotelera. De 2015 a 2017 estudió Relaciones Internacionales en la Universidad de Dalama, en Suecia. Durante su estancia, explica en sus entrevistas, fue activista política y miembro del partido "Socialdemócratas" con la oportunidad de servir en el Comité de Bienestar Infantil del municipio de Nyköping, supervisando las escuelas. 

### Trayectoria política
Rohey Malik Lowe fue candidata del Partido Democrático Unificado del que es miembro fundadora y al que pertenece el actual presidente Adama Barrow opositor del que fuera presidente durante 22 años Yahya Jammeh que asumió el poder en enero de 2017. En agosto del 2017 anunció su candidatura a gobernar el ayuntamiento sin salario. 
Con su victoria se convirtió en la primera mujer al frente de una alcaldía en Gambia. Fue también la segunda mujer en acceder a un ayuntamiento de una capital de África del Oeste, después de la victoria en marzo de Yvonne Aki Sawyerr en Freetown, la capital de Sierra Leona. 
Tras su elección indicó que una de sus prioridades sería garantizar que los jóvenes y las mujeres de Banjul se empoderen a través de capacitación en habilidades y emprendimiento.
Gobernará Banjul, una ciudad de 40.000 habitantes que alberga las principales instituciones del país y la única ciudad con puerto marítimo. Malick Lowe prometió durante su campaña utilizar su experiencia de emprendedora de éxito para hacer de la capital una ciudad moderna después de haberse convertido en una "ciudad fantasma" tras 22 años de poder de Yahya Jammeh. 

## Premios y reconocimientos
- 2015  Premiada por su contribución al cuidado y la educaicón de la infancia en el municipio de Nykoping.